# Adam Duvall
Adam Lynn Duvall (Louisville, 4 settembre 1988) è un giocatore di baseball statunitense, esterno per i Atlanta Braves della Major League Baseball.

## Carriera

### Inizi e Minor League (MiLB)

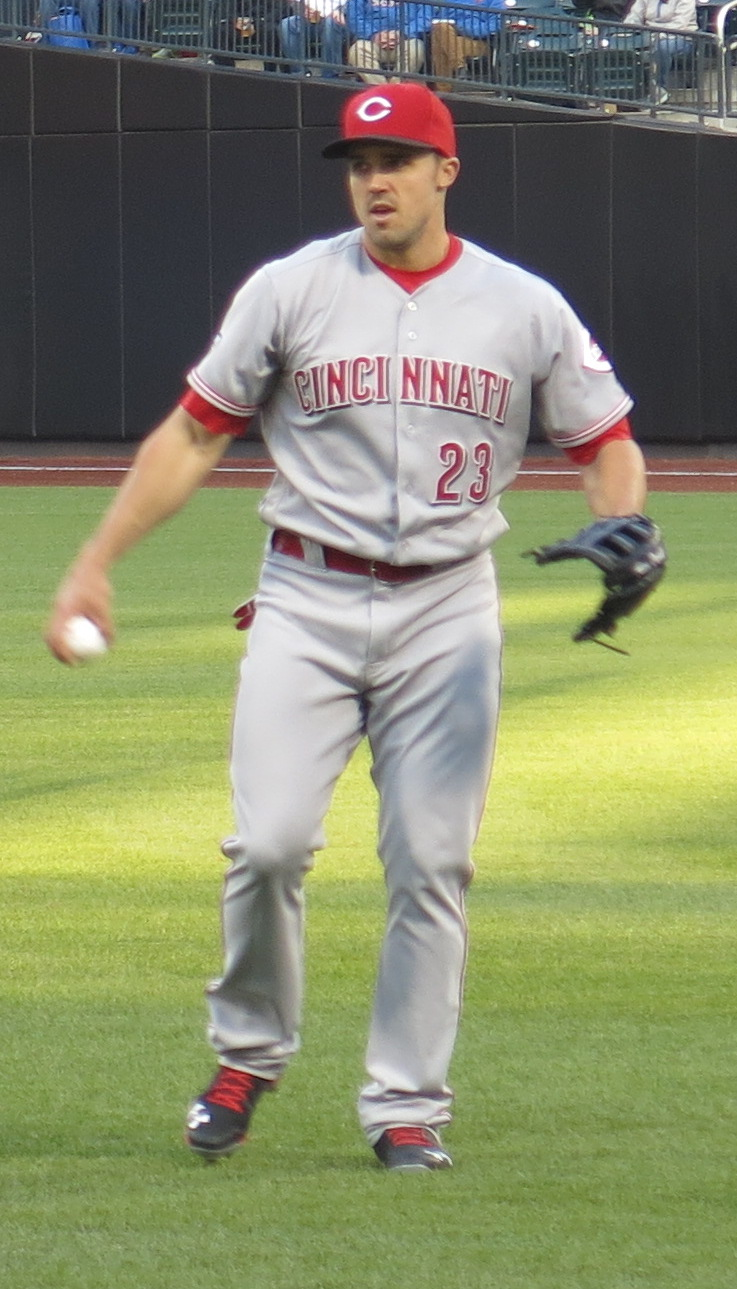
Duvall con i Reds nel 2016

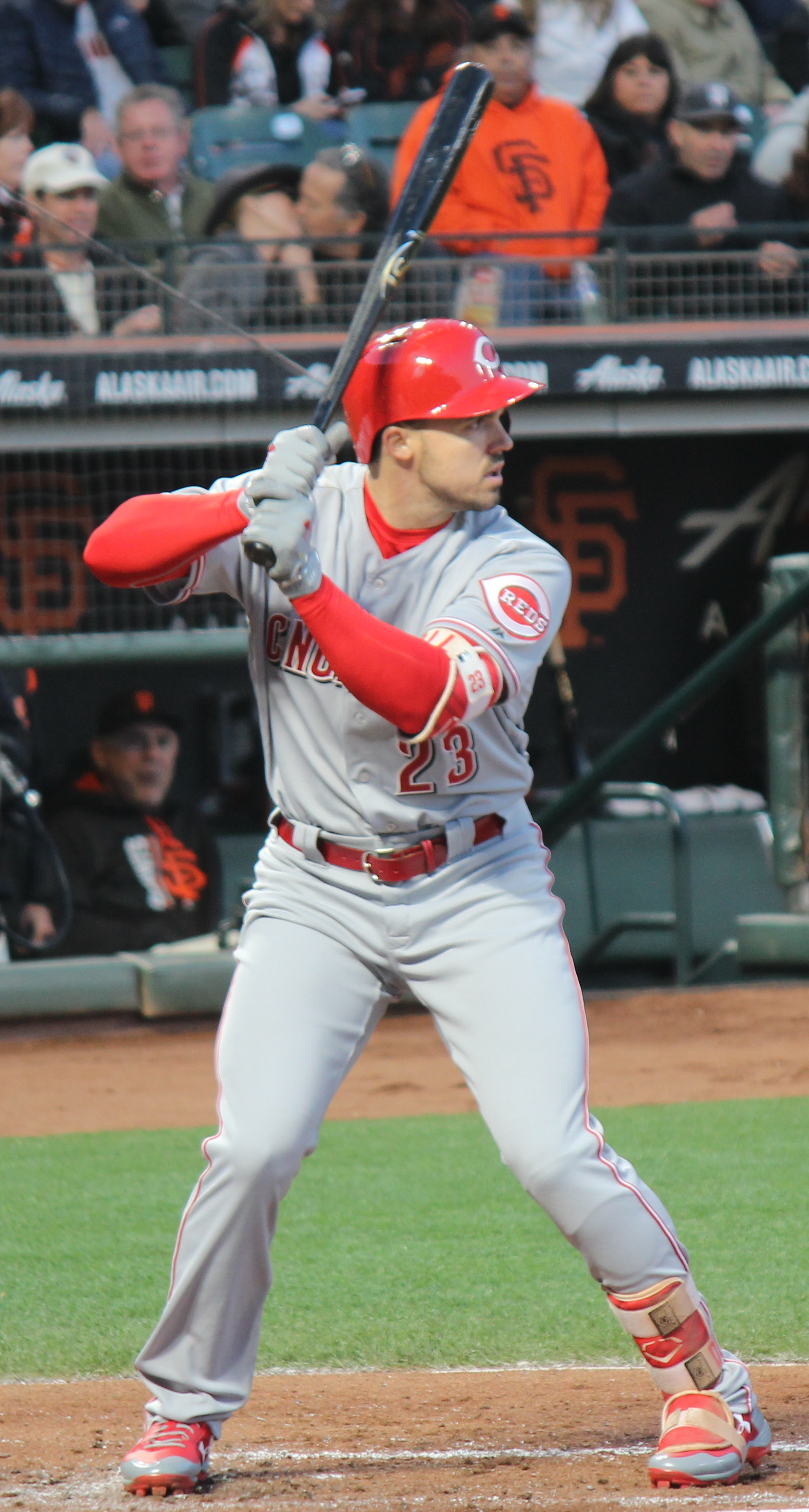
Duvall in battuta nel 2017

Nato a Louisville nello stato del Kentucky, Duvall frequentò la Butler Traditional High School di Shively e successivamente l'Università di Louisville nella sua città natale. Entrò nel baseball professionistico quando venne selezionato nel 11º turno del draft MLB 2010, dai San Francisco Giants. Venne assegnato nello stesso anno nella classe A-breve, dove giocò per l'intera stagione come interno. Militò poi nel 2011 nella classe A, nel 2012 nella classe A-avanzata e nel 2013 nella Doppia-A, giocando in questi anni nel ruolo di terza base. Iniziò la stagione 2014 nella Tripla-A.

### Major League (MLB)
Duvall debuttò nella MLB il 26 giugno 2014, al AT&T Park di San Francisco contro i Cincinnati Reds. Schierato come prima base titolare, venne eliminato per strikeout nella sua prima apparizione in battuta mentre nel terza, colpì come sua prima valida, un fuoricampo. Il 28 settembre contro i Padres, venne schierato come sostituto battitore, realizzando un home run. Durante la stagione regolare ricoprì il ruolo prima base mentre non apparve in nessuna partita del post stagione, dove i Giants vinsero le loro ottave World Series. Concluse la stagione con 28 partite disputate nella MLB e 91 nella minor league, tutte nella Tripla-A. 
Il 30 luglio 2015, i Giants scambiarono Duvall e Keury Mella con i Cincinnati Reds per Mike Leake. Venne assegnato prima in Tripla-A e successivamente richiamato in MLB il 31 agosto. Colpì un fuoricampo nel suo primo turno di battuta affrontato con i Reds. Chiuse la stagione con 27 partite disputate nella MLB e 125 nella Tripla-A. 
Nel 2016 venne convocato per la prima volta per l'All-Star Game e partecipò all'Home Run Derby. Inoltre giocò la sua prima stagione integrale in MLB, apparendo in 150 partite quasi esclusivamente nel ruolo di esterno sinistro.
Il 30 luglio 2018, i Reds scambiarono Duvall e Keury Mella con gli Atlanta Braves per Lucas Sims, Matt Wisler e Preston Tucker. Nel 2019 disputò il suo primo post-stagione, a cui partecipò nuovamente anche l'anno seguente. Divenne free agent il 2 dicembre 2020.
Il 9 febbraio 2021, Duvall firmò un contratto annuale del valore di 2 milioni di dollari con i Miami Marlins. Durante la sua breve militanza con i Marlins, venne schierato principalmente come esterno destro.
Il 30 luglio 2021, i Marlins scambiarono Duvall con gli Atlanta Braves per Alex Jackson.
Conclusa la stagione regolare come capoclassifica della NL in RBI, partecipò per il terzo anno consecutivo al post-stagione, realizzando: un triplo, quattro valide complessive nelle Division Series e un fuoricampo su quattro valide, più quattro RBI 
e due punti durante le National League Championship Series.
Durante le World Series realizzò due home run su cinque valide più sei RBI e due punti. In gara 5, nel primo inning con già due eliminazioni, Duvall colpì un grande slam portando in vantaggio i Braves (che avevano già realizzato tre vittorie durante la serie) che tuttavia persero la partita per 5-9. Al termine di gara 6, Duvall e i Braves divennero campioni, con la vittoria della squadra per 7-0 sugli avversari. Al termine della stagione, Duvall venne premiato con il guanto d'oro per la sua prestazione difensiva nel ruolo di esterno destro.

## Palmares

### Club
- World Series: 1

Atlanta Braves: 2021

### Individuale
- MLB All-Star: 1

2016
- Guanto d'oro: 1

2021
- Capoclassifica in punti battuti a casa: 1

NL: 2021 (113)